# Nancy Uranga
Nancy Uranga Romagoza (ur. 17 sierpnia 1954 w Bahía Honda w prowincji Pinar del Río, zm. 6 października 1976 w pobliżu Bridgetown) – kubańska florecistka, uczestniczka igrzysk olimpijskich w 1976 roku.
Studiowała biologię na uniwersytecie w Hawanie. Od 1972 roku reprezentowała Kubę na zawodach międzynarodowych. W 1975 roku znalazła się w kadrze na igrzyska panamerykańskie, jednakże ostatecznie pozostała rezerwową, a kubańskie florecistki zdobyły złoty medal. W 1976 roku wzięła udział w igrzyskach olimpijskich w Montrealu, na których zajęła 47. miejsce w rywalizacji indywidualnej i 9. w drużynowej. Zginęła w katastrofie lotu Cubana de Aviación 455, wracając z młodzieżowych mistrzostw Karaibów. Pierwotnie w ogóle nie miała brać udziału w tych zawodach, jednakże w ostatniej chwili zastąpiła Maríę González, która była za młoda, by wystartować (miała 12 lat zamiast regulaminowych 13). Samolot spadł do oceanu w wyniku zamachu terrorystycznego dokonanego przez powiązanych z CIA przeciwników Fidela Castro.
31 grudnia 1975 w Camagüey poślubiła Antonio Garcésa, piłkarza, który również reprezentował Kubę na igrzyskach w Montrealu. W momencie katastrofy była w ciąży.